# 押野 (金沢市)
押野（おしの）は、石川県金沢市の町名。現行行政地名は押野一丁目から三丁目。郵便番号は921-8056。

## 概要
野々市市と接する金沢市西南部地区。1957年4月10日、当町の3分の2にあたる部分を野々市町編入のため分割。また、野々市市側の押野地区も住居表示実施により押野1～7丁目が存在し、野々市市押野5～7丁目は県道194号線を挟んで向かいに存在する。

## 歴史
- 1889年（明治22年）4月1日 - 周辺10か村との合併による押野村発足により石川郡押野村字押野となる。
- 1956年（昭和31年）1月1日 - 金沢市への編入により金沢市押野町となる。
- 1957年（昭和32年）4月10日 - 当町の3分の2が野々市町に編入のため分割。

## 世帯数と人口
2018年（平成30年）4月1日現在の世帯数と人口は以下の通りである。
| 丁目      | 世帯数    | 人口    |
| --------- | --------- | ------- |
| 押野1丁目 | 429世帯   | 988人   |
| 押野2丁目 | 325世帯   | 788人   |
| 押野3丁目 | 259世帯   | 617人   |
| 計        | 1,013世帯 | 2,393人 |

## 小・中学校の学区
市立小・中学校に通う場合、学区は以下の通りとなる。
| 丁目      | 番・番地等 | 小学校             | 中学校               |
| --------- | ---------- | ------------------ | -------------------- |
| 押野1丁目 | 全域       | 金沢市立押野小学校 | 金沢市立西南部中学校 |
| 押野2丁目 | 全域       | 金沢市立押野小学校 | 金沢市立西南部中学校 |
| 押野3丁目 | 全域       | 金沢市立押野小学校 | 金沢市立西南部中学校 |

## 施設
- 北陸製菓
- おしの保育園
- 押野公民館

## 交通

### バス路線
- 北陸鉄道：45番・46番八日市線、55番上荒屋線

### 道路
- 石川県道106号野々市西金沢停車場線
- 石川県道194号宮永横川町線